# 矮眼子菜
矮眼子菜（学名：Potamogeton nanus）为眼子菜科眼子菜属下的一个种。其种加词“nanus”意为“矮小的”。
现接受名为篦齿眼子菜（Stuckenia pectinata (L.) Börner, 1912）。